# 십자형 높은 미로

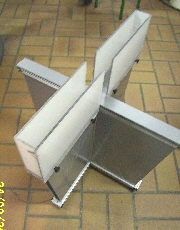
십자형 높은 미로

십자형 높은 미로(Elevated Plus Maze, EPM)는 불안증의 정도를 측정하기 위한 설치류 동물 모델 중 하나이다.
미로는 십자형태로 서로 마주보며 열려있는 두개의 가지와 사방이 막혀있는 두개의 가지로 구성되어 있으며, 바닥으로부터 높이 약 50cm정도로 떨어져있다. 실험 동물이 새로운 환경을 탐색하려는 경향과 밝은 빛과 열려있는 공간을 회피하려는 경향간의 갈등을 열려있는 공간과 막혀있는 공간에 머문 시간, 드나든 횟수등으로 측정한다. 일반적으로 불안증의 정도가 높을 수록 열려있는 공간을 회피하려는 경향이 강하게 나타난다.

## 참고
1. ↑  Pellow S, Chopin P, File SE, Briley M. J. Neurosci. Methods. 1985. Validation of open:closed arm entries in an elevated plus maze as a measure of anxiety in the rat. vol. 14. pp149-167.
2. ↑  Lister RG. Pharmac. Ther. 1990. Ethologically based animal models of anxiety disorders. vol. 46. pp321-340